# Interkulturelle zweisprachige Erziehung
Als interkulturelle zweisprachige Erziehung (IZE) werden zweisprachige, interkulturelle Erziehungs- bzw. Unterrichtsmodelle bezeichnet, die für Situationen mit zwei bzw. mehr Kulturen und Sprachen im Kontakt konzipiert sind, im typischen Fall eine dominante und eine benachteiligte, meist indigene Kultur. Obwohl in fast jedem Land der Welt anwendbar, wird das Konzept der IZE (auf Spanisch educación intercultural bilingüe, EIB oder educación bilingüe intercultural, EBI) insbesondere in Lateinamerika angewandt, wo es unter dem Druck der indigenen Massenbewegungen seit zwei bis drei Jahrzehnten mehr und mehr als Alternative für Indigene zu den weiterhin bestehenden einsprachigen, spanisch- bzw. portugiesischsprachigen Schulen angeboten wird.

## Modelle für Unterrichtssprache in einem zweisprachigen interkulturellen Umfeld
Colin Baker unterscheidet für zwei- bzw. mehrsprachige Umfelder vier mögliche Modelle von Unterricht. Von diesen sind die ersten beiden auf Assimilation der Minderheit an die dominante Kultur und Sprache (im Folgenden: "Mehrheitssprache") ausgerichtet, während die beiden anderen Mehrsprachigkeit und Multikulturalität zum Ziel haben.
| Unterrichtstyp              | Muttersprache der Schüler | Unterrichtssprache                                                | Soziale und erzieherische Ziele        | Sprachliche Ziele                                                             |
| --------------------------- | ------------------------- | ----------------------------------------------------------------- | -------------------------------------- | ----------------------------------------------------------------------------- |
| Submersion ("Untertauchen") | Minderheitssprache        | Mehrheitssprache                                                  | Assimilation                           | Einsprachigkeit in dominanter Sprache                                         |
| Übergang                    | Minderheitssprache        | Übergang von der Minderheits- zur Mehrheitssprache                | Assimilation                           | Relative Einsprachigkeit in dominanter Sprache (subtraktive Zweisprachigkeit) |
| Immersion ("Eintauchen")    | Mehrheitssprache          | Zweisprachig, anfangs mit Schwerpunkt auf L2 (Minderheitssprache) | Pluralismus und Entwicklung            | Zweisprachigkeit (Hörverstehen, Sprechen, Lesen und Schreiben)                |
| Erhaltung                   | Minderheitssprache        | Zweisprachig, mit Schwerpunkt auf L1 (Minderheitssprache)         | Erhaltung, Pluralismus und Entwicklung | Zweisprachigkeit (Hörverstehen, Sprechen, Lesen und Schreiben)                |

## Geschichte der IZE in Lateinamerika
Mit der Unabhängigkeit der Staaten Lateinamerikas zu Beginn des 19. Jahrhunderts verfolgten die Eliten derselben die nationale Einheit auf Grundlage der kreolischen Kultur und spanischen bzw. portugiesischen Sprache. Die ausschließlich auf Spanisch erfolgende Schulausbildung erreichte lediglich die Kinder der privilegierten Schichten, allenfalls noch Teile der spanisch- bzw. portugiesischsprachigen Mestizen.
Erst im 20. Jahrhundert gab es zunehmend Bestrebungen, der gesamten Bevölkerung Schulbildung zu geben, wobei erklärtes Ziel die Hispanisierung (castellanización) der indigenen Bevölkerung war. Die ausschließliche Verwendung von Spanisch als Unterrichtssprache für Klassen, in denen kein Kind dieses verstand, führte zu mangelhaften Lernerfolgen. Die Sprecher der indigenen Sprachen verließen die Schule als Analphabeten, stigmatisiert als ungebildete Indios, Bürger zweiter Klasse. Die Verwendung einer indigenen Sprache wurde zum sozialen Nachteil, so dass die Muttersprache nicht mehr verwendet wurde und stattdessen ein mangelhaftes Spanisch. Die Folge waren entwurzelte Menschen, die weder in der indigenen noch in der dominanten Kultur heimisch waren.
Das in Dallas (USA) ansässige evangelikale Sommerinstitut für Linguistik (SIL) war die erste Einrichtung, die einen zweisprachigen Unterricht für Indigene einführte, und zwar mit dem Ziel der Evangelisation. Die ersten zweisprachigen Erziehungsprogramme des SIL begannen in Mexiko und Guatemala seit den 1930er Jahren, in Ecuador und Peru seit den 1940ern und in Bolivien seit 1955.
Ein Ziel der Nationalen Revolution in Bolivien 1952 war es, die Benachteiligung der Indigenen durch Integration in die Gesellschaft zu beenden. Dies sollte unter anderem durch eine geeignete, der sprachlichen Situation angepasste Schulbildung erreicht werden. Die Regierung von Víctor Paz Estenssoro beauftragte mit der Schulerziehung und Hispanisierung im vielsprachigen östlichen Tiefland das SIL, das im Gegenzug das Recht auf Evangelisation bekam. Der Unterricht erfolgte in den ersten Klassen der Primarschule in den indigenen Sprachen, um das Erlernen des Spanischen zu erleichtern. Spätestens ab der Sekundarschule verlief der Unterricht ausschließlich auf Spanisch.
Die ersten Schulprogramme ohne das ausdrückliche Ziel der Hispanisierung wurden in den 1960er Jahren entwickelt, darunter ein Pilotprogramm der Universidad Nacional Mayor de San Marcos in einem quechuasprachigen Gebiet im Distrikt Quinua (Departamento Ayacucho, Peru). Auf Grund der Bemühungen dieser Universität wurde 1972 unter der Regierung von General Juan Velasco Alvarado zweisprachige Erziehung in die Bildungsreform aufgenommen. Das von Juan Velasco Alvarado regierte Peru war das erste Land des amerikanischen Kontinents, das eine indigene Sprache, nämlich Quechua, 1975 zur Amtssprache erklärte. Dies blieb jedoch weitgehend ein symbolischer Akt: Die Einführung der Fremd- bzw. Zweitsprache Quechua in Lima scheiterte am geringen Sprachprestige der indigenen Sprache, und selbst im ländlichen Andenraum kam es zu keinen wirklichen Änderungen. Seit der Verabschiedung der Verfassung von 1979 ist Quechua auch nicht mehr Amtssprache, sondern der amtliche Gebrauch indigener Sprachen laut Verfassung auf die Gebiete beschränkt, "wo sie dominieren". Diese Formulierung von 1979 wurde weitgehend in die unter Alberto Fujimori verabschiedete Verfassung von 1993 übernommen.
In Mexiko wurde 1973 die Generaldirektion für Bildung der Indigenen (DGEI) gebildet, die den Gebrauch 56 offiziell anerkannter indigener Sprachen vorsieht. Das Bundeserziehungsgesetz Mexikos von 1973 bestimmte ausdrücklich, dass der Spanischunterricht nicht auf Kosten der kulturellen und sprachlichen Identität der indigenen Schüler erfolgen dürfe.
Trotz gegenteiliger Erklärungen liefen sämtliche dieser zweisprachigen Programme im Sinne einer Übergangs-Zweisprachigkeit, d. h. Vorbereitung der Grundschüler zum Erlernen des Spanischen ab. So trugen sie dort, wo sie wirklich stattfanden, erheblich zu einer effektiveren Verbreitung des Spanischen als allgemeine Sprache bei. Es handelte sich allerdings noch um räumlich und zeitlich begrenzte Projekte, die lediglich durch internationale finanzielle Hilfe und politischen Druck ermöglicht wurden, insbesondere von der Deutschen Gesellschaft für Technische Zusammenarbeit (GTZ), die ein Projekt für zweisprachigen Unterricht in Quechua bzw. Aymara und Spanisch im Departamento Puno (Peru) durchführte, und der United States Agency for International Development (US-AID).
Seit den 1970er Jahren erstarkte in zahlreichen Ländern eine indigene Bewegung, die unter anderem auch die Forderung nach einem Erhalt der indigenen Kultur und Sprache sowie einer entsprechenden Schulbildung erhob. Aufbauend auch auf den Erfahrungen der vorherigen zweisprachigen Erziehungsprojekte kam ein neues Erziehungsmodell zum Erhalt und der Entwicklung der indigenen Sprachen auf, das auch kulturelle Aspekte beinhaltete, die über rein Sprachliches hinausgingen. Hierbei ging es um Unterschiede in der Alltagskultur, den Traditionen und Weltbildern. So wird seit Beginn der 1980er Jahre von interkultureller zweisprachiger Erziehung gesprochen.
Für die Privilegierten Ecuadors, aber auch die spanischsprachige Mehrheit überraschend kam es 1990 in Ecuador zum Aufstand der Sonnenwende im Juni (Inti Raymi shayariy / hatariy), an dem erstmals Indigene aus dem Hoch- und Tiefland beteiligt waren und mehrere Tage lang die Verkehrswege des Landes blockierten. Neben Forderungen nach Rückgabe geraubter Ländereien und einer Landreform wurde auch die IZE für die Indigenen gefordert, und zwar als von den Indigenen selbst verwaltetes Bildungssystem.
Dies fand 1998 seinen Niederschlag in der ecuadorianischen Verfassung, wo es in Artikel 84, der die Kollektivrechte der Indigenen festlegt, unter Absatz 11 Satz 2 heißt: „Die indigenen Völker verfügen über ein eigenes interkulturelles und zweisprachiges Bildungssystem.“
Seitdem wurden auch in anderen lateinamerikanischen Ländern Gesetze verabschiedet, die sprachliche und kulturelle Rechte anerkennen. Neben Ecuador wurde auch in Argentinien, Bolivien, Brasilien, Kolumbien und Mexiko die IZE in die Verfassung aufgenommen. In der neuen Verfassung Ecuadors von 2009 wird nunmehr in Artikel 57 „den indigenen Gemeinden, Gemeinschaften, Völkern, Nationalitäten in Übereinstimmung mit der Verfassung ...“ neben einer Reihe von Kollektivrechten auch das Recht auf „Entwicklung, Festigung und Stärkung des Systems der interkulturellen zweisprachigen Erziehung ... von der Früherziehung bis zur Hochschulbildung ...“ zuerkannt. Der Staat ist wiederum laut Art. 347 dafür verantwortlich, „das System der interkulturellen zweisprachigen Erziehung zu gewährleisten, in dem als Hauptsprache diejenige der jeweiligen Nationalität und als Sprache für interkulturelle Beziehungen das Spanische dient ...“.
Bis heute erreicht die IZE in den meisten Ländern nicht die Mehrheit der Indigenen und wird auch nur in der Primarschulbildung angewandt. So fanden etwa in der mehrheitlich quechuasprachigen peruanischen Region Cusco 2007 nur in acht der 13 Provinzen IZE-Programme mit insgesamt 700 Lehrern statt, die nur 20 % bis 30 % der Schüler erreichten. In einigen Ländern, darunter Bolivien, Kolumbien, Ecuador und Mexiko sehen die Bestimmungen immerhin vor, dass die IZE sämtliche Schüler mit indigener Muttersprache erreichen soll, in Paraguay sogar die Gesamtbevölkerung.
Insbesondere in Bolivien, wo die unter der Regierung Evo Morales 2009 verabschiedete Verfassung bereits 37 Amtssprachen und die Verwendung mindestens einer indigenen Amtssprache auf regionaler Ebene festlegt, wird seit einigen Jahren die verbindliche IZE für sämtliche Schüler des Landes – indigen wie spanischsprachig – diskutiert, also als Zweisprachigkeit in beide Richtungen. Dies beinhaltet das obligatorische Erlernen mindestens einer indigenen Sprache durch die gesamte Bevölkerung. Bereits das Gesetz zur Bildungsreform in Bolivien von 1994 (Ley 1565) legte erstmals als Bildungsziel nicht nur Erhalt und Entwicklung der indigenen Sprachen, sondern auch das Erreichen einer Zweisprachigkeit in beiden Richtungen fest. Eine Asymmetrie blieb hierbei dennoch, denn in Artikel 9 wurden zwei sprachliche Modalitäten festgelegt: Einsprachig auf Spanisch mit Erlernen einer indigenen Sprache (als Fach, für Spanischsprachige) sowie zweisprachig mit der indigenen Sprache als Erstsprache und Spanisch als Zweitsprache. Im Gegensatz hierzu legt das unter Evo Morales am 20. Dezember 2010 verabschiedete Gesetz Ley educativa 070 "Avelino Siñani - Elizardo Pérez" im Artikel 7 fest, dass in Bevölkerungsteilen und Gemeinden mit indigener Muttersprache obligatorisch die erste Sprache in der Schule die indigene und die zweite die spanische, bei spanischer Muttersprache die erste Sprache die spanische und die zweite die in der Region gesprochene indigene sein müsse. Damit lernt – zumindest nach den Buchstaben des Gesetzes – erstmals in der Geschichte Boliviens jeder Schüler des Landes eine indigene Sprache. In Bolivien müssen seit einigen Jahren alle Staatsangestellten neben dem Spanischen eine indigene Sprache beherrschen. Inzwischen ist dies auch Bedingung dafür, seine staatliche Beschäftigung zu behalten. Deshalb werden entsprechende Kurse für Erwachsene eingerichtet und Quechua und Aymara zunehmend im Fernsehen verwendet. Nach Einschätzung der Linguistin Rosaleen Howard (2014) ist dies eine wichtige Voraussetzung zum Erhalt der indigenen Sprachen, da IZE – auch in Form der Ley educativa 070 – allein noch keinen hinreichenden Anreiz zur Verwendung der Sprache bietet.
In Peru kritisierte andererseits 2010 der indigene Lehrerverband  Asociación Nacional de Maestros de Educación Bilingüe Intercultural  die Durchführung der IZE durch das Bildungsministerium als bloße Brücke zur Hispanisierung und Monokulturalisierung und forderte, dass die Erziehung der Indigenen in der Hand der Indigenen sein müsse, organisiert durch die Lehrer und Weisen der indigenen Völker bzw. Dorfgemeinden (ayllu). Der Vorsitzende der Regionalen Akademie der Quechua-Sprache in Cajamarca (ARIQC), Herr Dolores Ayay Chilón, warf den staatlichen Behörden Anfang 2011 vor, entgegen offiziellen Verlautbarungen über IZE nichts für den Erhalt des hochgradig gefährdeten Cajamarca-Quechua oder der ebenfalls in der Region Cajamarca gesprochenen Aguaruna-Sprache (Awajún) zu tun, ganz im Gegenteil würden vielmehr noch heute Lehrer den Gebrauch des Quechua unterdrücken. Nach Angaben des peruanischen Ombudsmannes (defensor del pueblo) Eduardo Vega Luna von 2013 sprechen laut Census von 2007 über 12 % der Schüler in Peru eine indigene Sprache als Muttersprache, doch erhalten 46 % dieser Schüler keinen Unterricht in ihrer Muttersprache, und die meisten Provinzen Perus geben weniger als 1 % ihres Bildungshaushaltes für interkulturelle zweisprachige Erziehung aus. Anstatt Indigene als Lehrer für interkulturelle zweisprachige Erziehung auszubilden, werden nach wie vor einsprachig Spanischsprachige in Regionen mit überwiegend indigener Muttersprache eingesetzt, so dass es an geeigneten, hinreichend ausgebildeten zweisprachigen Lehrern mangelt. Die Region Apurímac hat dagegen einen ehrgeizigen Plan zur „Generalisierung des Quechua“ (Lliwllapaq Runasimi, Quechua para todos) mit der Laufzeit von 2008 bis 2021 entworfen, der weit über die IZE hinausgeht und alle Bereiche des öffentlichen Lebens betreffen soll. Hierzu soll ein schriftlicher Standard auf Basis beider dort gesprochener Quechua-Varianten (Südliches Quechua: Qusqu-Qullaw und Chanka) implementiert werden. Einen deutlichen Aufschwung der interkulturellen zweisprachigen Erziehung hat es gegeben in Folge der 2011 erfolgten Verabschiedung des „Gesetzes, das Gebrauch, Schutz, Entwicklung, Wiedererlangung, Förderung und Verbreitung der ursprünglichen Sprachen Perus regelt“ (Ley Nº 29735: Ley que regula el uso, preservación, desarrollo, recuperación, fomento y difusión de las lenguas originarias del Perú), das von der quechuasprachigen Kongressabgeordneten María Sumire initiiert und maßgeblich formuliert worden war. Mit diesem Gesetz zur Verteidigung sprachlicher Rechte haben Indigene erstmals in der Geschichte Perus einen Anspruch auf interkulturelle zweisprachige Erziehung. Kriterium für die Feststellung dieses Anspruchs als eine indigene Gemeinschaft kann die Sprache oder aber die Selbstzuschreibung als Indigene sein. Auf dieser Grundlage werden auch Schulen für IZE zur Wiedererlangung indigener Sprachen eingerichtet, wo die Kinder bereits mit Spanisch aufgewachsen sind. Beispiele hierfür sind etwa Cocama-Cocamilla, Lamas-Quechua und Cajamarca-Quechua sowie verschiedene Sprachen im urbanen Kontext, wo die indigene Sprache als Zweitsprache der Schüler erlernt wird. Auf Grund dieses Sprachengesetzes (Ley de Lenguas) wurde unter anderem eine offizielle ethnolinguistische Karte für die interkulturelle zweisprachige Erziehung durch das Bildungsministerium (MINEDU) erstellt, die eine Grundlage für die regionale Implementierung der IZE in den verschiedenen Regionalsprachen bildet. Nach Angaben des peruanischen Bildungsministeriums von 2013 waren 21 % der öffentlichen Schulen Perus als Träger für interkulturelle zweisprachige Erziehung anerkannt, am meisten in Apurímac mit 67,3 % (alle mit Quechua als indigener Muttersprache oder Zweitsprache), gefolgt von Ayacucho (59,7 %, mehrheitlich Quechua), Puno (53,3 %, Aymara und Quechua), Cusco (50,2 %, mehrheitlich Quechua, daneben Asháninka und andere), Áncash (39,1 %) und Huancavelica (35 %). Dies liegt allerdings immer noch unter Anteilen der Sprecher indigener Sprachen nach offiziellen Zahlen. Auch ist dieses Angebot weiterhin eines an die Indigenen und nicht auch umgekehrt an die Spanischsprachigen zum bikulturellen und zweisprachigen Lernen mit indigener Sprache.
In den meisten Ländern Lateinamerikas, so in Mexiko, Peru und Bolivien, ist die IZE unter der Kontrolle des Bildungsministeriums. Im Gegensatz dazu wurde die IZE in Ecuador seit einem Abkommen zwischen der Regierung und der Bewegung der Indigenen in Ecuador, verbunden mit der Gründung der Nationalen Direktion für Interkulturelle Zweisprachige Erziehung DINEIB (Dirección Nacional de Educacion Intercultural Bilingue) 1988 von den regionalen indigenen Organisationen – selbst Mitglieder der Dachverbände ECUARUNARI bzw. CONAIE – selbstverwaltet. So ernannten Indigene die Lehrer und Schulleiter, entwarfen Curricula und verfassten Lehrbücher. Untersuchungen aus dem Jahre 2008 weisen jedoch darauf hin, dass bis heute keine grundlegende Wende beim Rückgang der indigenen Sprachen einschließlich des Kichwa und Shuar erreicht wurde. Selbst in Otavalo und Cotacachi, wo es eine Kichwa-Mittelschicht und indigene Bürgermeister gibt, sprechen viele junge Leute kein Kichwa mehr. Selbst Eltern, die Mitglieder der indigenen Bewegung sind, schicken ihre Kinder oft an rein spanischsprachige Schulen, sind diese doch deutlich besser ausgestattet als die zweisprachigen ländlichen Schulen. 2008 scheiterte auch ein Antrag im Parlament, Kichwa als landesweite gleichberechtigte Amtssprache neben dem Spanischen in die neue Verfassung aufzunehmen. Stattdessen ist laut Artikel 2, Absatz 2 das Spanisch Amtssprache Ecuadors; Kichwa und Shuar sind Amtssprachen für „interkulturelle Beziehungen“, die übrigen indigenen Sprachen für den „amtlichen Gebrauch der [jeweiligen] indigenen Völker“. Im Februar 2009 beschloss Präsident Rafael Correa, die IZE der Verwaltung des Bildungsministeriums zu unterstellen und somit die kulturelle Autonomie der indigenen Bewegung einzuschränken. Während die CONAIE diese Maßnahme erbittert bekämpft, verteidigt unter anderem der Kichwa-Dichter Ariruma Kowii, seit 2006 Untersekretär für „interkulturellen Dialog“ beim Bildungsministerium, das Vorgehen der Regierung und wirft der CONAIE vor, die Schüler und Studenten „indoktriniert“ zu haben.

## Hindernisse und Erfolge
Die IZE leidet in fast allen lateinamerikanischen Ländern an mangelhafter Ausstattung, insbesondere an nicht vorhandenen authentischen Lesetexten in indigener Sprache, aber auch fehlenden Lehrbüchern sowie schlechter Ausbildung der Lehrkräfte. So spricht etwa im vielsprachigen Amazonas-Gebiet Perus ein Großteil der in den „zweisprachigen“ Schulen beschäftigten Lehrpersonen nur Spanisch oder auch eine andere indigene Sprache, nicht jedoch die Muttersprache der Schüler. Die Folge sind nach wie vor mangelhafte Schulergebnisse. Doch auch in ländlichen Schulen in der weithin quechuasprachigen Provinz Canas (K'ana suyu, Departamento Cusco) waren noch 2010 vielfach Lehrer für Quechua-Unterricht angestellt, die zum Leidwesen von Schülern und Eltern mit den Schülern kein Quechua sprachen.
Fehlende Motivation der Lehrkräfte für die Stärkung der indigenen Sprache oder auch inadäquate Ausbildung führen vielfach dazu, dass in der Realität die indigene Sprache vernachlässigt und so das Modell des Übergangs zur Mehrheitssprache weitergeführt wird.
Als wichtigstes Hindernis für die IZE wird die Diskriminierung der indigenen Sprachen in der Mehrheitsgesellschaft gesehen, was dazu führt, dass Indigene sich nicht zu ihrer Kultur und Sprache bekennen. Für einen sozialen Aufstieg ihrer Kinder sehen es deshalb Eltern als unabdingbar an, die Mehrheitssprache zu sprechen. Dies hat dazu geführt, dass einige indigene Eltern die IZE in der Annahme ablehnen, dass dadurch das Spanische vernachlässigt werde. Deshalb wird für eine funktionierende IZE eine generelle Aufwertung der indigenen Sprachen in der Gesellschaft gefordert. Ein Schritt in eine solche Richtung kann etwa die verbindliche Zweisprachigkeit von Regierungs- bzw. Verwaltungsmitarbeitern sein, also zwingende Kenntnisse auch einer indigenen Sprache, wie sie in Bolivien seit 2009 zumindest auf dem Papier (Artikel 5 der Verfassung) vorgesehen ist. Weitere Domänen der Mehrheitssprache, in denen indigene Sprachen wie Quechua bisher nicht zum Zug kommen, sind beispielsweise Massenmedien, Literatur und Literaturübersetzungen sowie Industrie.
Vergleichende Untersuchungen über die Lernerfolge von Kindern zeigen jedoch konsequent, dass Schüler in der IZE im Durchschnitt regelmäßig bessere Ergebnisse zustande bringen als ihre Mitschüler in einsprachigen Klassen ohne Verwendung der Muttersprache. Dies gilt auch für die Fertigkeiten in der Zweitsprache (Mehrheitssprache).